# 13647 Rey
13647 Rey è un asteroide della fascia principale. Scoperto nel 1996, presenta un'orbita caratterizzata da un semiasse maggiore pari a 3,1838298 UA e da un'eccentricità di 0,1772299, inclinata di 4,59585° rispetto all'eclittica.